# Municipio Morelos (Chihuahua)
Koordinaten: 26° 34′ N, 107° 43′ W
Morelos ist ein Municipio mit etwa 8300 Einwohnern im mexikanischen Bundesstaat Chihuahua. Das Municipio hat eine Fläche von 2186,9 km². Verwaltungssitz und größter Ort des Municipios ist das gleichnamige Morelos.

## Geographie
Das Municipio Morelos liegt im Süden des Bundesstaats Chihuahua auf einer Höhe zwischen 300 m und 2500 m. Es wird zur Gänze zur physiographischen Provinz der Sierra Madre Occidental gezählt und liegt vollständig in der hydrologischen Region Sinaloa und entwässert damit in den Golf von Kalifornien. Die Geologie des Municipios wird zu 77 % von rhyolithischen Tuffen bestimmt bei 18 % Granodiorit und je etwa 5 % Andesit-Brekzie bzw. Basalt; vorherrschende Bodentypen im Municipio sind der Regosol (29 %), Leptosol (27 %), Luvisol und Phaeozem (je 19 %). Mehr als 90 % des Municipios sind bewaldet, 8 % dienen als Weideland.
Das Municipio grenzt an die Municipios Guachochi, Batopilas und Guadalupe y Calvo sowie an den Bundesstaat Sinaloa.

## Bevölkerung
Beim Zensus 2010 wurden im Municipio 8343 Menschen in 1841 Wohneinheiten gezählt. Davon wurden 1799 Personen als Sprecher einer indigenen Sprache registriert, darunter 1699 Sprecher der Tarahumara-Sprache. Gut 21 Prozent der Bevölkerung waren Analphabeten. 2710 Einwohner wurden als Erwerbspersonen registriert, wovon 87 % Männer bzw. 1,8 % arbeitslos waren. Gut 60 Prozent der Bevölkerung lebten in extremer Armut.

## Orte
Das Municipio Morelos umfasst 278 bewohnte localidades, von denen lediglich der Hauptort von INEGI als urban klassifiziert ist. Neun Orte wiesen beim Zensus 2010 eine Einwohnerzahl von über 200 auf. Die größten Orte sind:
| Ort                      | Einwohner |
| Morelos                  | 813       |
| El Tablón                | 394       |
| Ciénega Prieta           | 349       |
| Potrero de los Bojórquez | 317       |